# Spring Lake (Utah)
Pour les articles homonymes, voir Spring Lake.
Spring Lake est une census-designated place du comté d'Utah, dans l'État de l'Utah, aux États-Unis. En 2020, elle compte une population de 528 habitants.